# Гевхерхан-султан (дочь Ибрагима I)
Гевхерха́н-султа́н (тур. Gevherhan Sultan), также Гевхе́р-султа́н (тур. Gevher Sultan; 1642, Стамбул — 21 октября 1694, Эдирне) — дочь османского султана Ибрагима I и Турхан-султан.

## Биография
Гевхерхан-султан родилась в Стамбуле приблизительно или в 1642 году и была дочерью османского султана Ибрагима. Достоверно неизвестно, кто был матерью Гевхерхан: ни османский историк Сюрея Мехмед-бей, ни турецкие историки Недждет Сакаоглу и Чагатай Улучай, ни османист Энтони Олдерсон не указывают этой информации, однако Сакаоглу в разделе о фаворитке Мехмеда IV Эметуллах Гюльнуш-султан в своём труде Bu mülkün kadın sultanları указывает, что у султана было две полнородных сестры Гевхерхан и Бейхан и, таким образом, матерью Гевхерхан должна была быть Турхан-султан, кроме того, в разделе о самой султанше Сакаоглу называет Мехмеда IV её «младшим братом», однако здесь же он называет младшими братьями Гехверхан султанов Сулеймана II и Ахмеда II, которые были рождены разными женщинами; вместе с тем, Олдерсон указывает среди детей Турхан только Мехмеда IV и Атике-султан.
Гевхерхан-султан была рано выдана замуж — в возрасте около 4-5 лет, однако в том, кто был её первым мужем, а также сколько мужей было всего, историки расходятся во мнении. Недждет Сакаоглу и Чагатай Улучай писали, что 23 ноября 1646 года в возрасте 4 лет она была выдана замуж за Мусахип Джафера-пашу, который скончался в 1647 году. Документ, описывающий эту свадьбу, свидетельствует, что Гевхерхан-султан было выделено приданное из государственной казны; все государственные мужи принесли дары султану, Гевхерхан посадили в свадебную карету и отвезли во дворец Халиля-паши в Ходжапаша, который был пожалован султанше. Однако Олдерсон утверждает, что Джафер-паша женился на Атике-султан, а Гевхерхан в 1647 году была выдана за каптан-ы дерью Чавушзаде Мехмеда-пашу, которого Сакаоглу и Улучай посчитали вторым мужем маленькой госпожи; при этом ни один из них не пишет, что случилось с Джафером-пашой. Консуммация брака с Чавушзаде произошла только в 1653 году, уже в правление Мехмеда IV, который подтвердил за Гевхерхан право на владение дворцом Халиля-паши. В 1681 году Гевхерхан-султан овдовела. После смерти Чавушзаде Гевхерхан-султан уехала в Эдирне, где провела несколько лет. В 1692 году в возрасте 50 лет она снова вышла замуж — её избранником стал каптан-ы дерья Хельваджи Палабыйык Юсуф-паша, умерший в 1714 году. Улучай писал, что этот брак вызывает много вопросов. Сюрея же указывает только одного мужа Гевхерхан-султан — Чавушзаде Мехмеда-пашу.
Английский дипломат Пол Райкот писал, что у этой дочери султана Ибрагима было пять мужей: «Султан Ибрагим выдал замуж троих своих дочерей четырёх-пяти лет. У одной из них — Гевхерхан — это уже пятый брак. Но она ещё девственница. Предпоследний муж Рааб утопился, переходя речку вброд. Нынешний же муж богатый губернатор Будина Гюрджю (Чавушзаде, Хасеки) Мехмед-паша. Ибрагим сохраняет свой султанат благодаря состоянию этого паши. Однако Гевхерхан ещё маленькая, поэтому Махмед-паша, как и все другие мужья, должен держаться подальше от её ложа».
Гевхерхан-султан стала свидетельницей правления троих её младших братьев — Мехмеда IV, Сулеймана II и Ахмеда II — и умерла в 52 года в Эдирне. В «Истории Рашида» под заголовком «Смерть Гевхерхан-султан, сестры падишаха всего сущего» указано, что скончалась она 2-го числа месяца раби аль-авваль 1106 года по хиджре, что соответствует 21 октября 1694 года. В то же время, Олдерсон и Сюрея указывают 27 октября 1694 года датой смерти султанши. Тело Гевхерхан-султан было доставлено в Стамбул и захоронено в саду мечети Шехзаде. После смерти сестры султан Ахмед II приказал главе чёрных евнухов конфисковать имущество Гевхерхан в Стамбуле и Эдирне под предлогом того, что госпожа имела большие долги перед женщинами брата, в частности перед Рабиёй-султан, а хасс сестры Ахмед II передал своей дочери Асие-султан.